# Rønne Kommune
| Strukturdaten     | Strukturdaten            |
| ----------------- | ------------------------ |
| Fläche            | 28,99 km                 |
| Einwohner         | 15.018 (2001)            |
| Kommune seit 2003 | Bornholms Regionskommune |

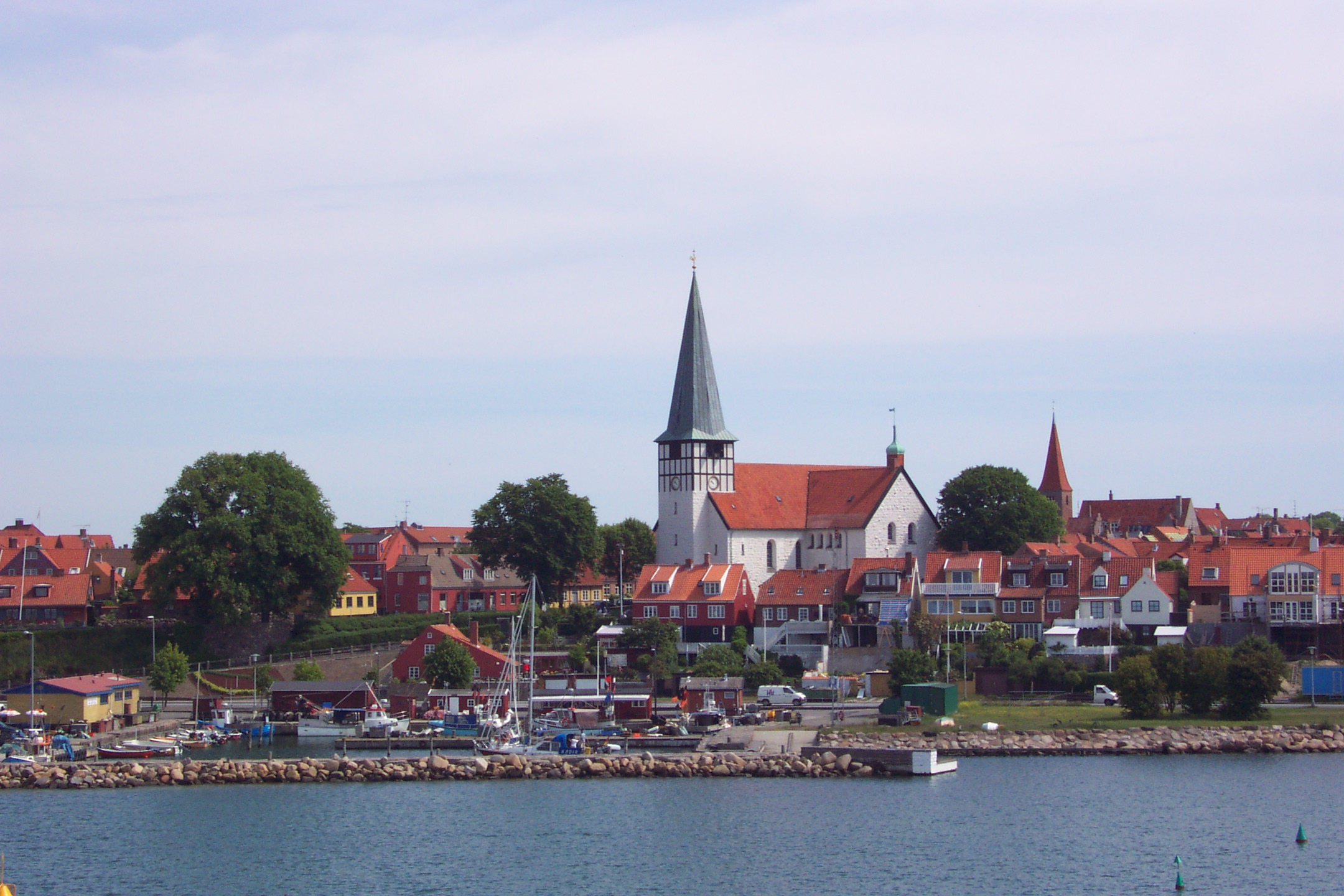
Rønne

Rønne Kommune war bis Dezember 2002 eine dänische Kommune im damaligen Bornholms Amt auf der Insel Bornholm. Am 1. Januar 2003 wurde sie mit den Gemeinden Allinge-Gudhjem, Åkirkeby, Hasle und Neksø zur Bornholms Regionskommune zusammengeschlossen, welche von 2003 bis 2006 amtsfrei war, bevor sie 2007 in die Region Hovedstaden eingegliedert wurde.
Rønne Kommune entstand im Zuge der Verwaltungsreform von 1970 und umfasste folgende Sogn:
- Rønne Sogn
- Knudsker Sogn